# Адан, Франсуа Гаспар
Франсуа́ Гаспа́р Балтаса́р Ада́н (фр. Francois-Gaspard-Balthazar Adam; 23 мая 1710, Нанси, Герцогство Лотарингия — 18 августа 1761, Париж, Королевство Франция) — французский скульптор эпохи барокко и один из зачинателей стиля фридерицианского рококо в Пруссии.

## Биография
Франсуа Гаспар, младший из трёх братьев-скульпторов происходил из старинной семьи скульпторов и мастеров бронзового литья родом из Лотарингии. Как и его братья, Ламбер Сижисбер Адан и Николя Себастьен Адан, учился у отца Жакоба Сижисбера Адана в его мастерской в Меце. В 1729 году последовал за своими братьями в Рим, чтобы принять участие в реставрации античных скульптур из собрания кардинала Мельхиора де Полиньяка.
После возвращения во Францию в 1733 году Франсуа Гаспар работал вместе со своими братьями Ламбером Сижисбером и Николя Себастьеном по созданию скульптур для королевских парков. Их наиболее известной совместной работой является группа «Триумф Нептуна и Амфитриты» (1735—1740) для бассейна Нептуна Версальского парка.
Франсуа Гаспар Адам принимал участие в конкурсах, организованных Королевской академией живописи и скульптуры в Париже с 1734 по 1741 год. Победив в конкурсе 1741 года на Римскую премию, он сумел второй раз уехать в Италию, во Французскую академию в Риме, где оставался до 1746 года. По пути домой во Францию в 1746 году Франсуа Гаспар Адам получил звание профессора Академии изящных искусств во Флоренции.
Его возвращение во Францию совпало с желанием короля Пруссии Фридриха II Великого обустроить свой дворец и парк Сан-Суси в Потсдаме. Людовик XV передал Фридриху две скульптурные группы на темы охоты, аллегории воздуха и воды из Версаля работы старшего Адана. Франсуа Гаспар Адан был назначен придворным скульптором прусского короля. Остальные скульптуры для Сан-Суси были выполнены в основанной по распоряжению Фридриха Великого в 1747 году скульптурной мастерской, располагавшейся в бывшем садовом домике в берлинском Люстгартене. Франсуа Гаспар руководил королевской мастерской до 1761 года. Между 1749 и 1750 годами он создал скульптурные группы, представляющие Флору, Зефир, Клеопатру и Любовь для террасы дворца Сан-Суси. Он также участвовал в создании «Французской рондели» (Französischen Rondells) в южной части партера парка, для которого выполнил мраморные фигуры и рельефы постамента. Дополнения в ансамбль вносили до 1764 года. Этой работой Франсуа Гаспар внёс свой вклад в формирование оригинального художественного стиля фридерицианского, или прусского, рококо.
В 1751 году скульптор был избран почётным членом Королевской прусской академии художеств и механических наук.
Франсуа Гаспар Адам женился 8 июля 1751 года в Берлине на Анн-Шарлотте Жервез, от которой у него была единственная дочь: Мадлен-Катрин-Гаспарин Адам (1752—1793).
Франсуа Гаспар вернулся в Париж в начале 1761 года, где и умер 18 августа 1761 года. Некоторые из его незавершённых работ были закончены его племянником Сижисбером Франсуа Мишелем (1728—1811).

## Галерея

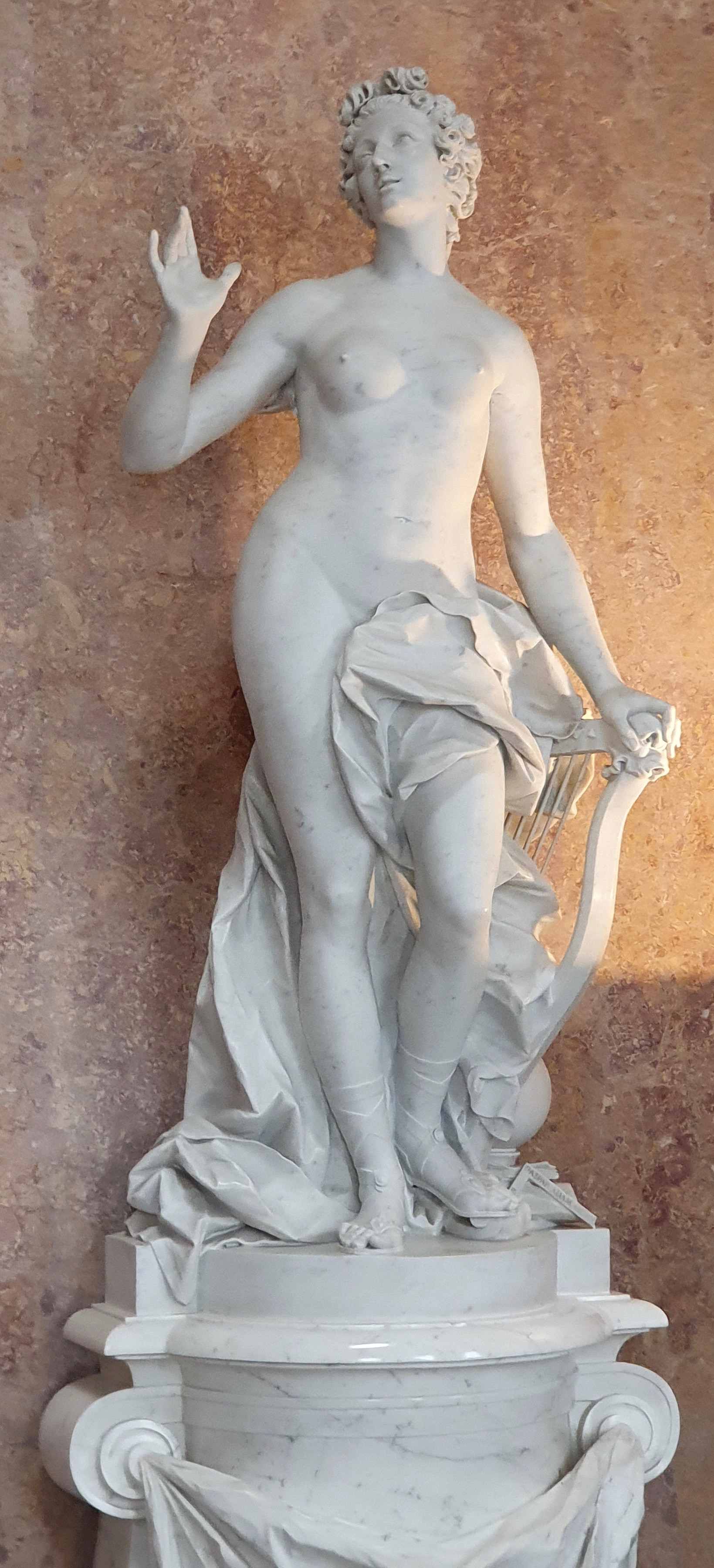
Удовольствие, или Венера Небесная (Venus coelestis). 1748. Мрамор. Дворец Сан-Суси, Мраморный зал
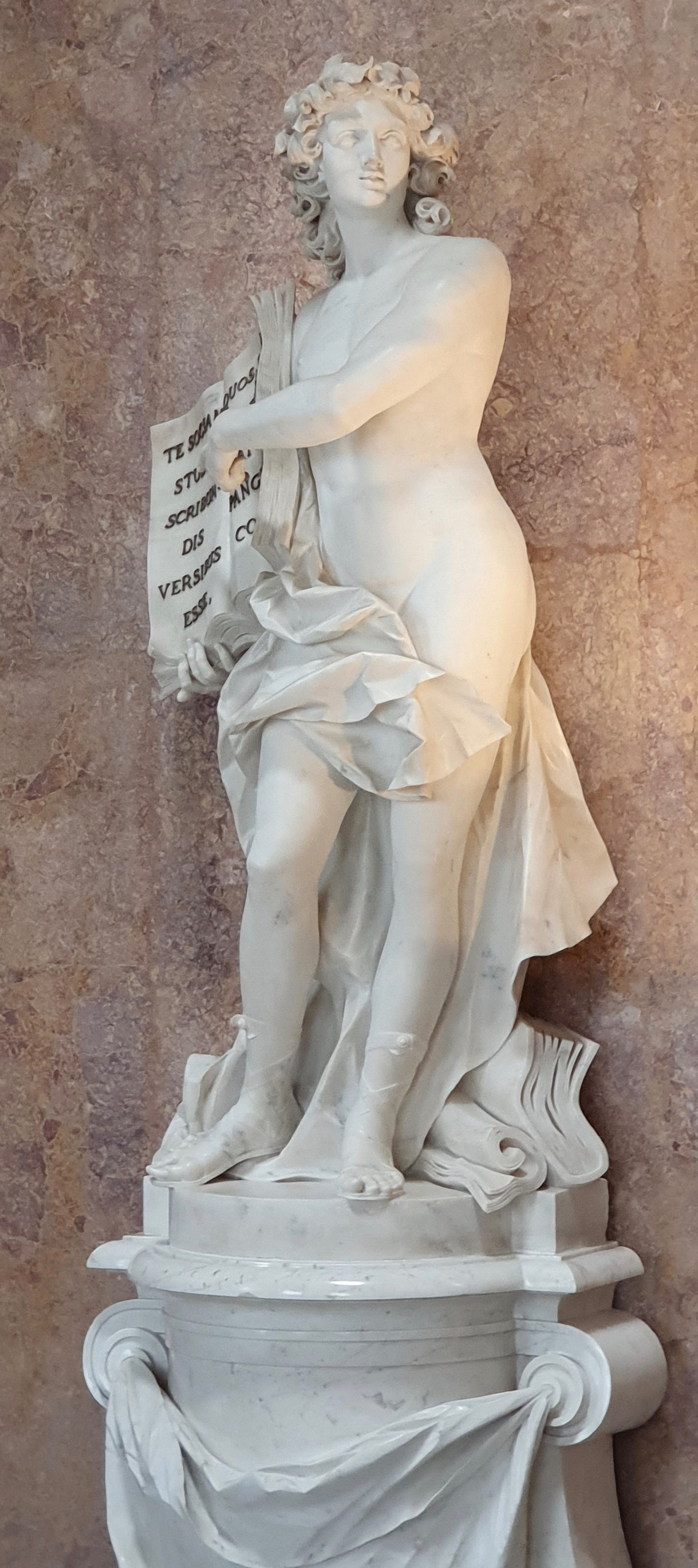
Аполлон, держащий книгу с текстом Лукреция. 1748. Мрамор. Дворец Сан-Суси, Мраморный зал
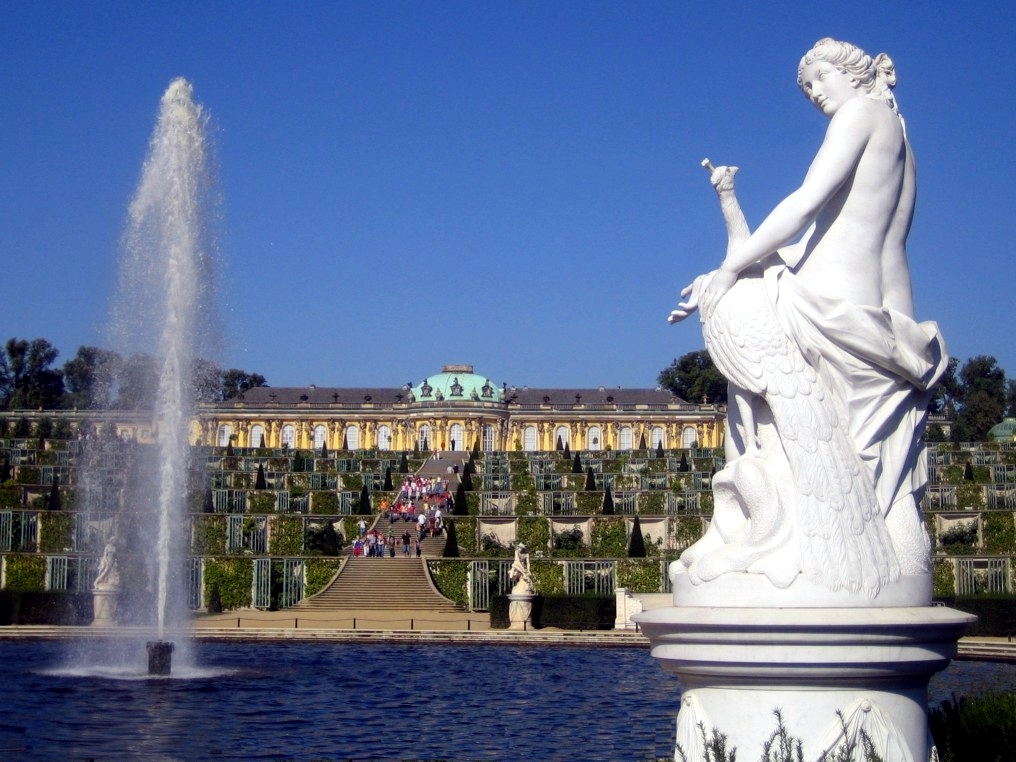
Юнона. 1753. «Французская рондель» парка Сан-Суси, Потсдам
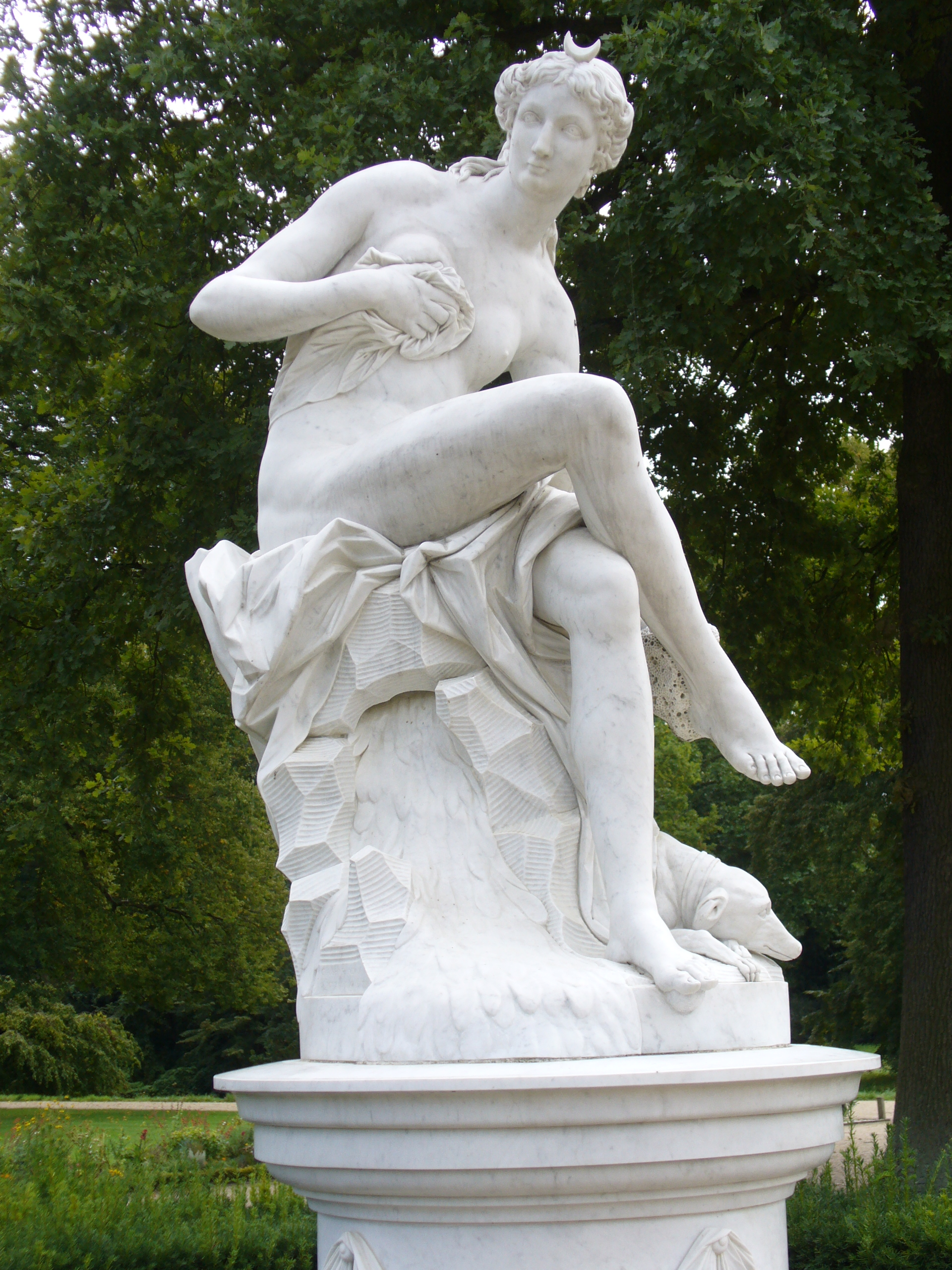
Диана. 1753. «Французская рондель» парка Сан-Суси, Потсдам
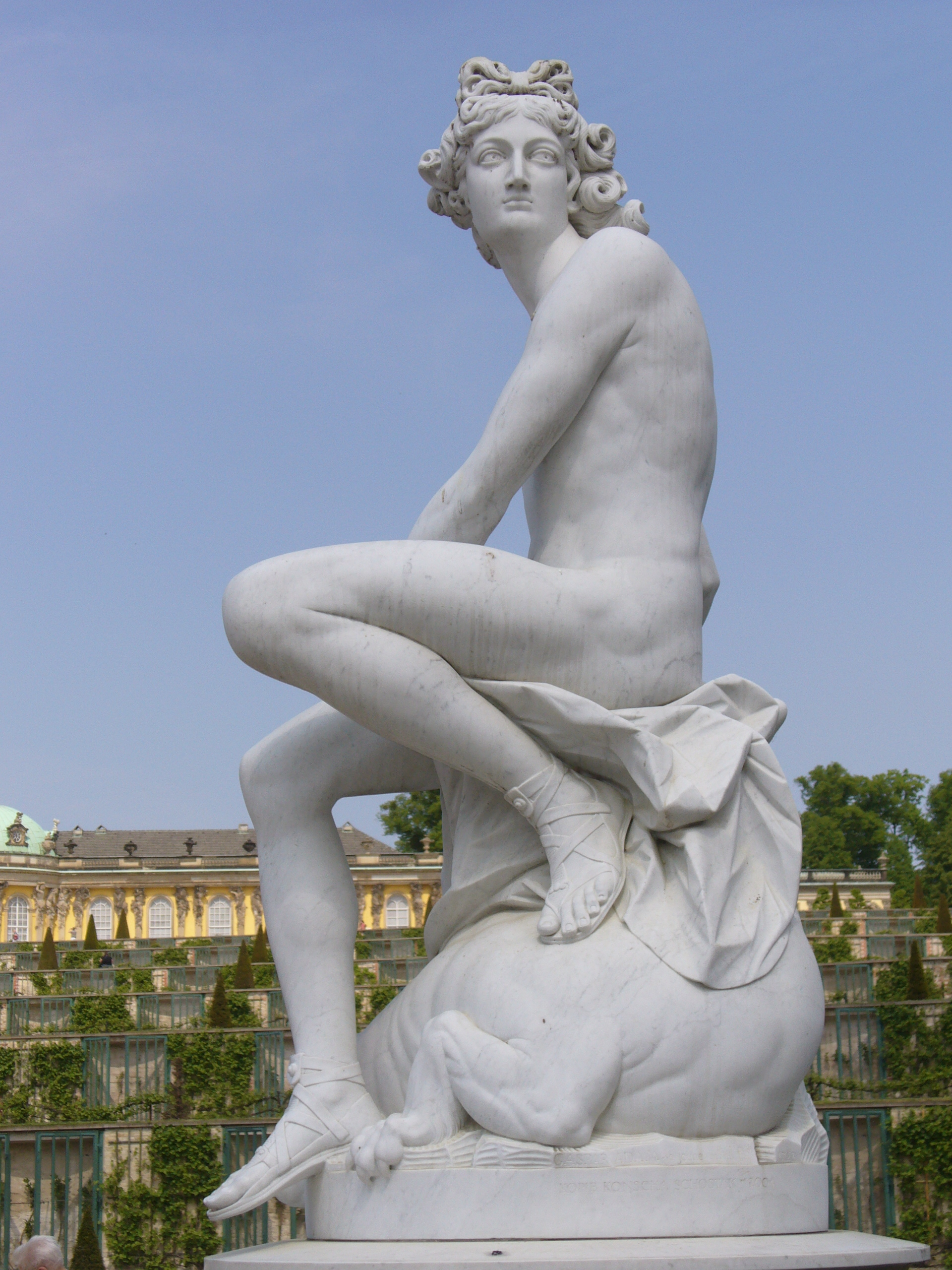
Аполлон с убитым Пифоном. 1752. Мрамор. Фонтан парка Сан-Суси
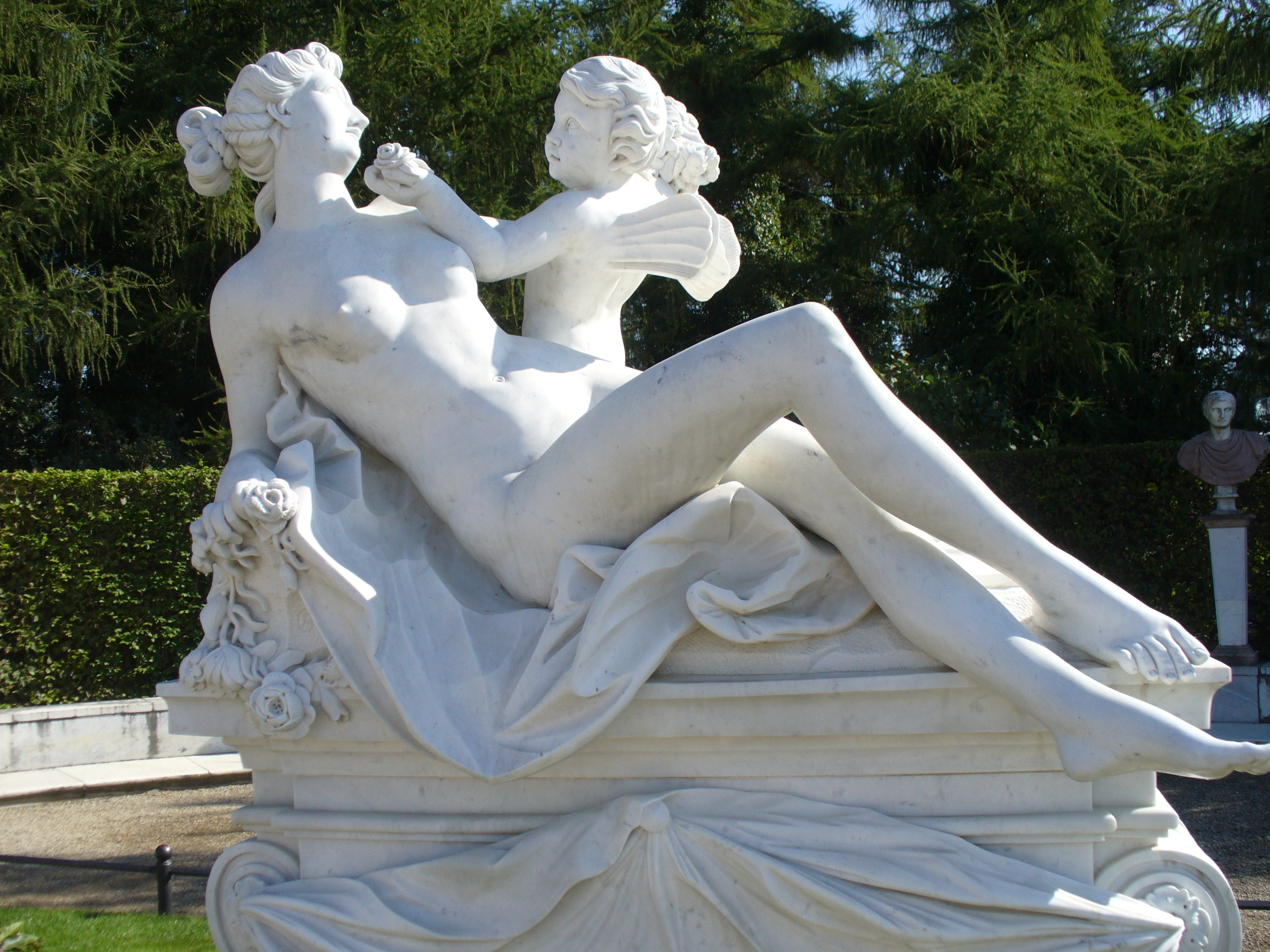
Флора и Зефир. 1749. Парк Сан-Суси
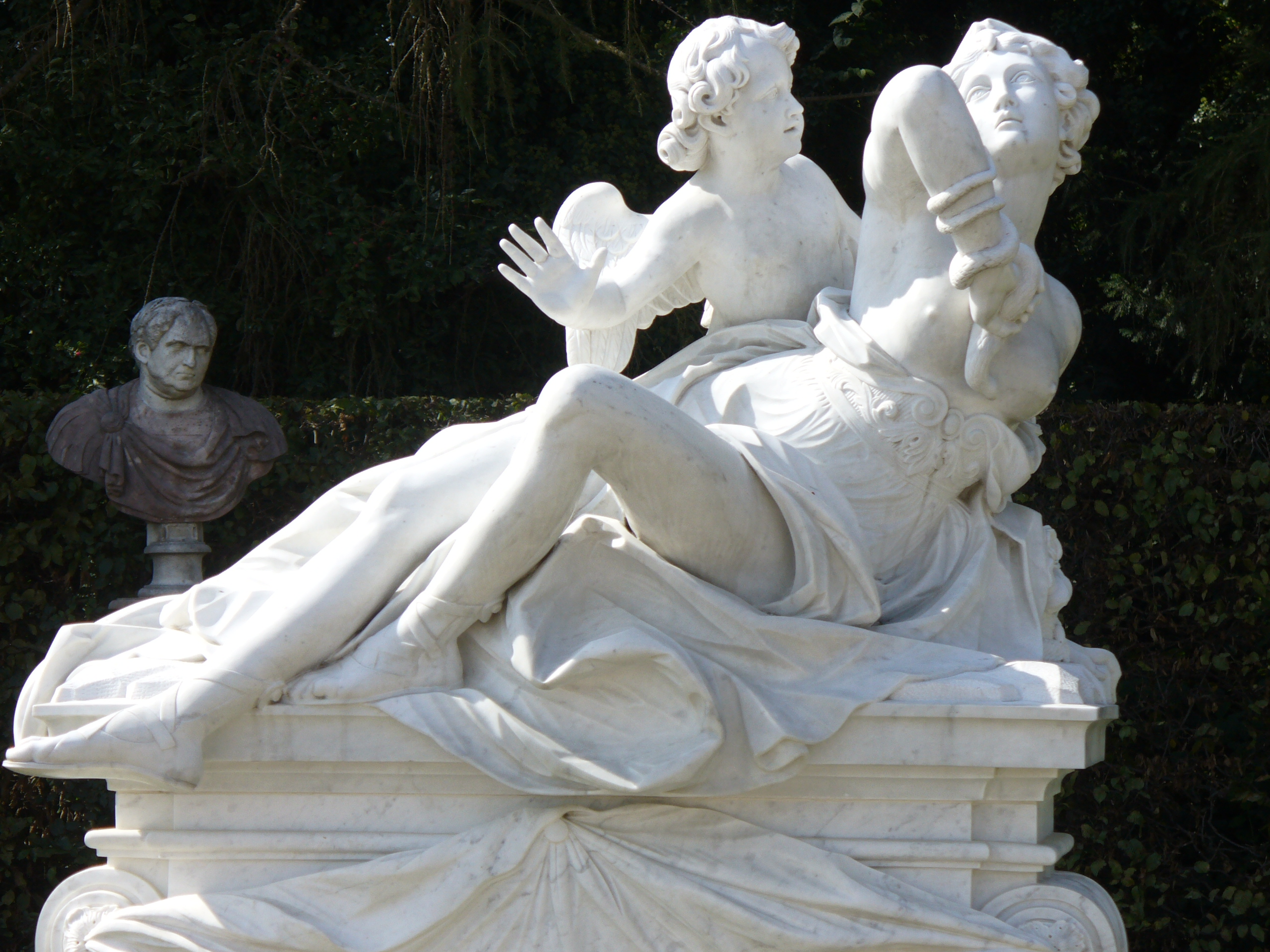
Клеопатра со скорбящим Амуром. 1750. Парк Сан-Суси
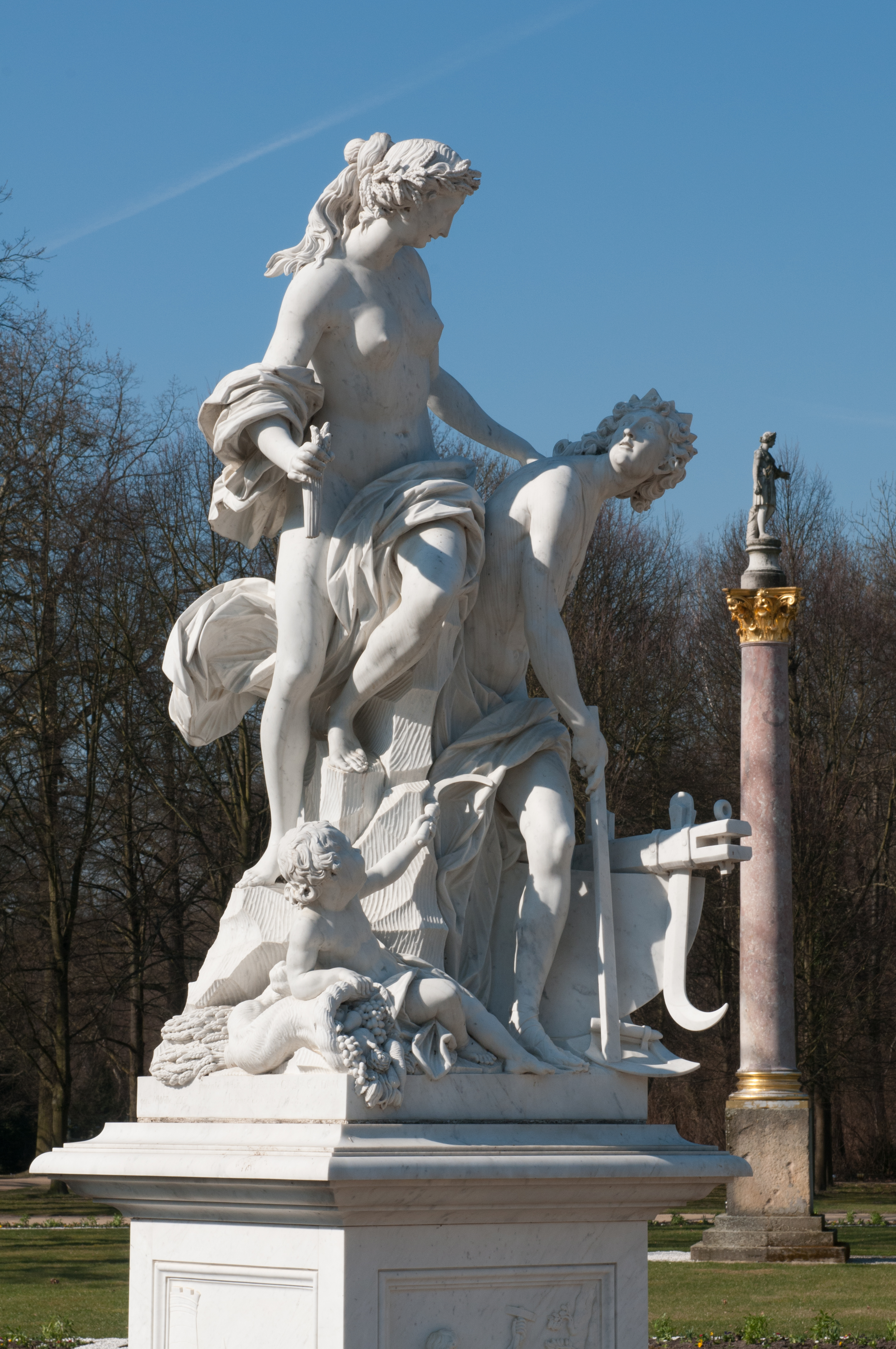
Земля (Церера и Триптолем). 1758 (копия). Парк Сан-Суси
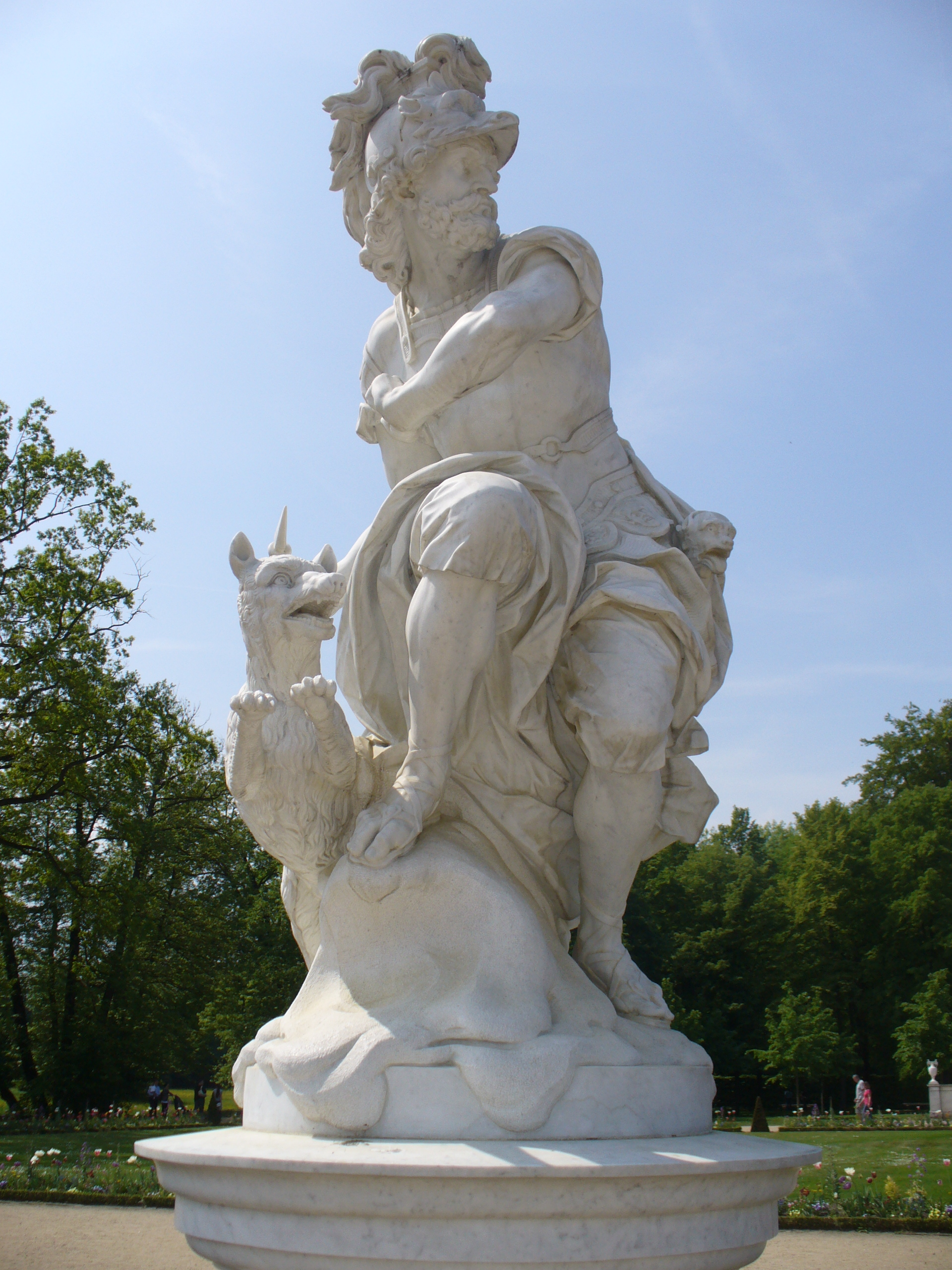
Марс. 1760. Мрамор. Парк Сан-Суси
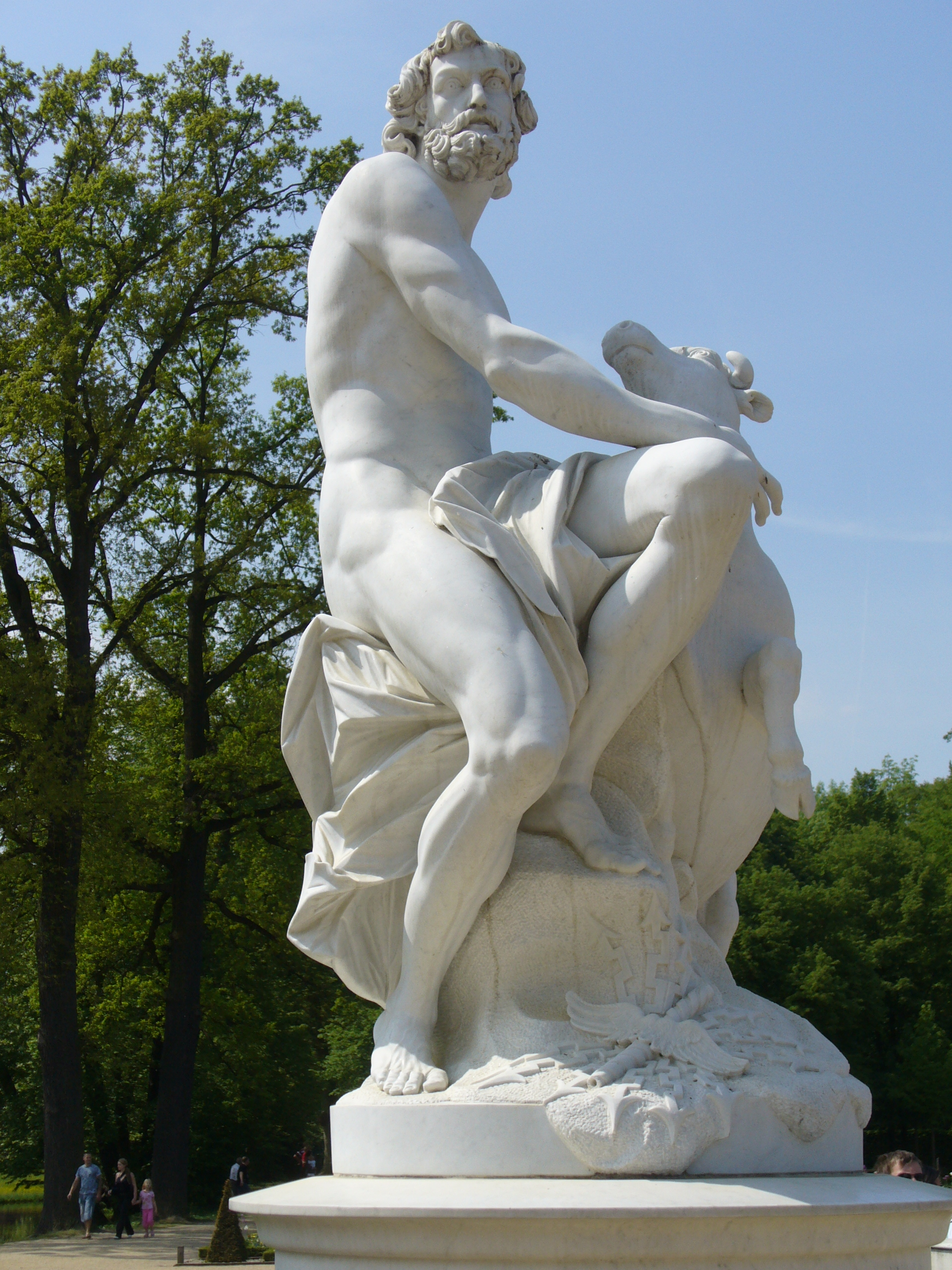
Юпитер. 1754 (копия). Парк Сан-Суси